# Michael Sandstød
Michael Sandstød (nascido em 23 de junho de 1968) é um ex-ciclista dinamarquês que competiu como profissional entre 1993 e 2004.
Após se tornar profissional em 1993, sua primeira vitória na estrada foi uma etapa na Volta a Dinamarca em 1996. Obteve grandes resultados em ciclismo de pista, como o segundo lugar na corrida por pontos em mundiais e uma medalha de bronze em perseguição por equipes nos Jogos Olímpicos de Barcelona 1992. Foi campeão dinamarquês no contrarrelógio em 2002.

## Palmarès

### Pista
| Data                   | Classificação     | Evento                  | Competição              | Local       | País           |
| ---------------------- | ----------------- | ----------------------- | ----------------------- | ----------- | -------------- |
| 31 de julho de 1992    | Medalha de bronze | Perseguição por equipes | Jogos Olímpicos         | Barcelona   | Espanha        |
| 1996                   | 3                 |                         | Seis Dias de Grenoble   | Grenoble    | França         |
| 31 de agosto de 1996   | Medalha de prata  | Corrida por pontos      | Campeonato Mundial      | Manchester  | Reino Unido    |
| 30 de outubro de 1996  | 3                 |                         | Seis Dias de Herning    | Herning     | Dinamarca      |
| 30 de maio de 1997     | 3                 | Corrida por pontos      | Copa do Mundo           | Trexlertown | Estados Unidos |
| julho de 1997          | 1                 | Corrida por pontos      | Copa do Mundo           | Atenas      | Grécia         |
| julho de 1997          | 2                 | Perseguição por equipes | Copa do Mundo           | Atenas      | Grécia         |
| julho de 1997          | 3                 | Perseguição individual  | Copa do Mundo           | Atenas      | Grécia         |
| 28 de maio de 1998     | 2                 | Perseguição individual  | Copa do Mundo           | Victoria    | Canadá         |
| 29 de maio de 1998     | 3                 | Perseguição por equipes | Copa do Mundo           | Victoria    | Canadá         |
| 12 de junho de 1998    | 1                 | Corrida por pontos      | Copa do Mundo           | Berlim      | Alemanha       |
| 19 de junho de 1998    | 1                 | Corrida por pontos      | Copa do Mundo           | Hyères      | França         |
| 1999                   | 2                 |                         | Seis Dias de Grenoble   | Grenoble    | França         |
| 6 de fevereiro de 2002 | 2                 |                         | Seis Dias de Copenhague | Copenhague  | Dinamarca      |

1. ↑  Sandstød participou na qualificação de única volta e foi substituído por Klaus Nielsen nas voltas seguintes. Os outros ciclistas da equipe foram Jan Petersen, Ken Frost e Jimmi Madsen.
2. ↑  O outro ciclista da equipe foi Jakob Piil.
3. ↑  O outro ciclista da equipe foi Danny Clark.
4. ↑  Os outros ciclistas da equipe foram Frederik Bertelsen, Tayeb Braikia e Jacob Piil.
5. ↑  Os outros ciclistas da equipe foram Tayeb Braikia, Jimmi Madsen e Jakob Piil.
6. ↑  O outro ciclista da equipe foi Jakob Piil.
7. ↑  O outro ciclista da equipe foi Jimmi Madsen.

### Estrada
| Data                | Classificação |                           | Corrida                   | Local                 | País      |
| ------------------- | ------------- | ------------------------- | ------------------------- | --------------------- | --------- |
| 7 de agosto de 1996 | 1             | 1.ª etapa                 | Volta a Dinamarca         | Aalborg               | Dinamarca |
| 29 de junho de 1997 | 1             | Contrarrelógio individual | Campeonato nacional       | Køge                  | Dinamarca |
| 5 de julho de 1998  | 3             | Corrida por pontos        | Campeonato nacional       | Lemvig                | Dinamarca |
| 5 de julho de 1998  | 1             | Contrarrelógio individual | Campeonato nacional       | Lemvig                | Dinamarca |
| 7 de maio de 1999   | 1             | 5.ª etapa                 | Quatro Dias de Dunquerque | Marchiennes           | França    |
| 9 de maio de 1999   | 1             | Classificação geral       | Quatro Dias de Dunquerque | Norte-Passo de Calais | França    |
| 15 de maio de 1999  | 1             |                           | Grande Prêmio Herning     | Herning               | Dinamarca |
| 27 de junho de 1999 | 1             | Contrarrelógio individual | Campeonato nacional       | Ringsted              | Dinamarca |
| 2000                | 1             | Contrarrelógio individual | Campeonato nacional       |                       | Dinamarca |
| 13 de maio de 2000  | 1             | 2.ª etapa                 | Tour de Picardie          | Soissons              | França    |
| 14 de maio de 2000  | 1             | Etapa 3b                  | Tour de Picardie          | Nogent-sur-Oise       | França    |
| 14 de maio de 2000  | 1             | Classificação geral       | Tour de Picardie          | Picardia              | França    |
| 19 de maio de 2000  | 1             |                           | Grande Prêmio Herning     | Herning               | Dinamarca |
| 17 de maio de 2002  | 1             | 1.ª etapa                 | Tour de Picardie          | Saint-Quentin         | França    |
| 19 de maio de 2002  | 1             | Classificação geral       | Tour de Picardie          | Picardia              | França    |
| 28 de junho de 2002 | 1             | Contrarrelógio individual | Campeonato nacional       | Lemvig                | Dinamarca |
| 30 de junho de 2002 | 1             | Estrada                   | Campeonato nacional       | Lemvig                | Dinamarca |
| 25 de junho de 2004 | 1             | Contrarrelógio individual | Campeonato nacional       | Hadsten               | Dinamarca |